# Farmácia Estácio

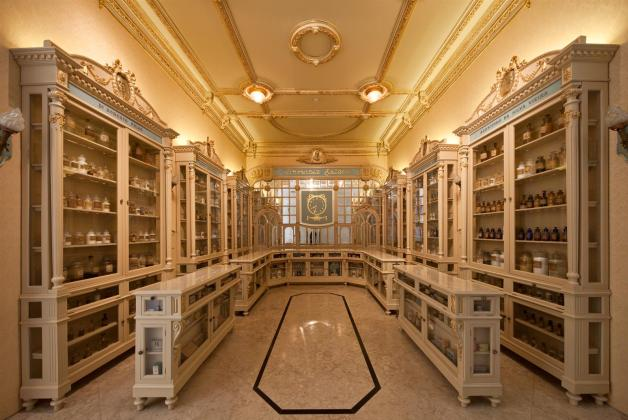
Farmácia Estácio na Rua Sá da Bandeira no Porto

A Farmácia Estácio situa-se, presentemente, no Rossio, em Lisboa e foi instituída por Emílio Augusto Faria Estácio (1854-1919), farmacêutico da Universidade de Coimbra e Joaquim José Gonçalves Ferreira, capitalista. Os sócios da Farmácia Estácio fundaram a farmacêutica Companhia Portuguesa Higiene juntamente com a Fábrica a Vapor de Produtos Químicos e Farmacêuticos. A Farmácia Estácio no Porto, situada na Rua Sá da Bandeira, encerrou e o seu interior foi recuperado e, actualmente, encontra-se em exposição no Museu da Farmácia, no Porto.

## História
Emílio Estácio, em 1883 fundou a Farmácia Estácio no Rossio, em Lisboa e em 1891 a Companhia Portuguesa de Higiene passou a ser proprietária desta farmácia e os novos sócios passaram a ser António de Matos Casaca, João Augusto dos Santos e Silvério de Castro Abranches Melo Borges. 
A 1918, Emílio Estácio, afastado da Companhia, estabeleceu-se com uma farmácia na Rua de Santa Marta, com o nome de Estácio & Filhos e no ano de 1924 a Companhia Portuguesa de Higiene, abre uma sucursal da Farmácia Estácio no Porto, tendo como Director Técnico, um dos sócios, João Augustos dos Santos.
Entretanto em 1926, a Farmácia Estácio do Porto, deixa de ser propriedade da Companhia Portuguesa de Higiene e em 1943 surge o primeiro registo da Farmácia Estácio, no Grémio Nacional das Farmácias.

## Laboratórios
A Farmácia Estácio era, igualmente, proprietária dos Laboratórios Estácio no Porto e em 1935 já fabricavam produtos galénicos e injectáveis, sob a direcção técnica de Manoel Rodrigues Ferro, assistente da Faculdade de Farmácia do Porto.

## Arquitetura
Na arquitetura da farmácia, estão representados os bustos de ilustres farmacêuticos e químicos, que ocuparam cargos de destaque, no início do século XX, nomeadamente, Agostinho da Silva Vieira, António Joaquim Ferreira da Silva, Moraes Caldas, Flores Loureiro, Manoel Nepomuceno e Roberto Frias.

## Balança falante
No final dos anos 1940, surgem anúncios à balança falante da Farmácia Estácio, tornando-se um ex-libris da baixa portuense dessa época, chegando mesmo a formar-se filas de pessoas à porta da farmácia. O cliente subia para a balança e o seu peso era-lhe transmitido por um funcionário “escondido” no piso inferior. Nos anos 1970, a afluência era de tal ordem que existia um funcionário destacado unicamente para este serviço.
Porém, a 1975, a Farmácia Estácio é atingida por um fogo de grandes proporções na Rua Sá da Bandeira no Porto e destruiu grande parte do seu interior, incluindo a célebre balança.